# Административен съвет за икономическа защита (Бразилия)
Административният съвет за икономическа защита (на португалски: Conselho Administrativo de Defesa Econômica (CADE) е независим федерален регулаторен орган на изпълнителната власт в Бразилия – федерална автаркия към Министерството на правосъдието на Бразилия, чиято дейност е ориентирана към осъществяване на наблюдение, превенция, установяване и разследване на случаите на злоупотреба с икономическа власт и налагане на предвидените за това административни наказания. Като регулаторен орган CADE е овластен да отсъжда дали бразилски компании нарушават антитръстовото законодателство на страната, както и да се произнася относно легитимността на корпоративни преобразувания като сливания, поглъщания или друг вид форми на хоризонтална или вертикална интеграция, които биха могли да ограничат или да заличат конкуренцията.
Седалището на CADE се намира във Федералния окръг Бразилия, а юрисдикцията му обхваща цялата територия на страната.

## История
Бразилската икономическа политика след края на Втората световна война се основава на широката намеса на държавата в пазарните отношения. Държавата определя цените в много сектори, а повечето от големите индустриални, транспортни или финансови предприятия са или държавна собственост, или публично признати частни монополисти.
През 1962 г. е приет закон No. 4137 от 9 октомври 1962 г., създаващ Съвет за икономическа защита, който да открива и прекратява случаите на злоупотреба с икономическа влас. Според закона Съветът притежава статут на административен орган, подчинен на тогавашния председател на кабинета на министрите. Законът определя и процедурите, които трябва да се спазват при разглеждането на административните дела в CADE. Освен това със закона са определени корпоративните преобразувания и явления, които трябва задължително да бъдат одобрявани от Съвета. Въпреки това CADE изпълнява маргинална роля, тъй като компетенциите му се разпростират единствено върху частни компании. През 1988 г., която се свързва с мащабни икономически преобразувания в страната, е приета нова конституция, която обявява свободната конкуренция за ключов елемент на икономическия ред в Бразилия. В страната започва приватизация, вдигнати са бариерите пред международната търговия, а CADE започва да играе по-активна роля.
Модерната епоха в областта на бразилската политика на свободна конкуренция започва през 1994 г. Като отговор на периода на хиперинфлация правителството приема „Плано Реал" за оздравяване на икономиката, чиито основи стъпват върху строгата фискална и кредитна политика и въвеждането на нова валута – бразилски реал, конвертируема спрямо американския долар. Като част от започналите реформи е приет нов антитръстов закон No. 8884 от 11 юни 1994 г., върху който се възлагат надежди, че ще се справи с раздутите цени. Новият закон, чиято основна цел е да се въведат антитръстови мерки в съответствие с такива конституционни принципи като свобода на обединенията, свободна конкуренция, социална роля на собствеността, защита на потребителя и въздържане от злоупотреба с икономическа власт, въвежда по-строг контрол върху търговските обединения и прави значителни институционални преобразувания. Законът променя статута на Съвета за икономическа защита в независима федерална агенция (федерална автаркия) към Министерството на правосъдието на Бразилия. С допълнителни регулаторни и изпълнителни функции са натоварени Секретариатът за икономическо право (SDE) към Министерството на правосъдието и Секретариатът за икономически мониторинг (SEAE) към Министерството на финансите на Бразилия. CADE се произнася по административни дела, препратени към него от Секретариата за икономическо право (SDE) към Министерството на правосъдието и Секретариата за икономически мониторинг (SEAE) към Министерството на финансите на Бразилия. Заедно, CADE, SDE и SEAE образуват Бразилската система за защита на конкуренцията (BCPS). Законът от 1994 г. създава задължение за предварително регистриране в CADE на всяко планирано обединяване на търговските компании. Съгласно чл. 54 от закона „всеки акт, който може да ограничи или по някакъв начин да застраши свободната конкуренция, или да доведе до контрол над съответен пазар на стоки или услуги, трябва да бъде представен на CADE за разглеждане“ предварително и не по-късно от петнадесет работни дни, след като се е случил.
През 1999 г. със закон 9781 е създадена такса за предварителното регистриране на корпоративните преструктурирания, чието събиране е предоставено на Съвета. През 2000 г. закон 10149 увеличава таксата, а приходите от нея са поделени между CADE, SDE и SEAE. Освен това законът увеличава допълнително правомощията на Съвета, изяснява процедурите по административните производства, отнасящи се до чуждестранните компании, и създава програма за освобождаване и намаляване на санкциите. Реформата предоставя на CADE правото да извършва внезапни проверки и разследвания. През 2007 г. Съветът е овластен да сключва споразумения по картелните дела.
Значителни промени в Бразилската система за защита на конкуренцията са направени през 2011, когато е приет новият антитръстов закон No. 12.529 от 30 ноември 2011, в сила от 2012. Законът нанася ключови структурни, институционални и технически промени в системата, довели до нейното централизиране в лицето на CADE. Реорганизира коренно структурата на Съвета и му прехвърля голяма част от правомощията на другите два стълба на системата – Секретариатът за икономическо право (SDE) към Министерството на правосъдието и Секретариатът за икономически мониторинг (SEAE) към Министерството на финансите на Бразилия, като SDE започва да изпълнява функции, отнасящи се до защитата на потребителите, след което бразилската система за защита на конкуренцията става двукомпонентна.
Законът създава механизъм за предварително информиране, според който компаниите са задължени да информират Съвета за всяко обединение, което подготвят и което може да се реализира единствено след одобрението на Съвета. Освен това законът налага задължителни прагове на финансовите показатели на участниците в подготвяното обединение, под които механизмът за предобединително информиране на Съвета може да не се прилага. Актуализирани са процедурите в Съвета, техните срокове, размерите на административните глоби, налагани от CADE, както и размерът, до който те могат да бъдат намалявани чрез споразумения със страните.
В резултат на законодателните промени CADE увеличава техническия си персонал и получава по-големи правомощия, което довежда до увеличаване на броя на делата, разглеждани за една година: от 666 през 2005 до 955 през 2012, от които 825 са дела за обединявания, регистрирани при действието на стария режим, а 102 – при действието на новия режим. През първата половина на 2013 г. са образувани 82 нови производства, 158 са приключени (58 от които са дела за сливания на компании), а 219 продължават да бъдат анализирани.

## Структура
Според закон от 1994 г. CADE е колегиален орган, чието ръководно тяло, наречено Борд, се състои от председател и шестима членове, назначавани от президента на Бразилия след одобрението на Федералния сенат за срок от две години с право на още едно преназначаване. Освен Борда част от структурата на CADE е и главният прокурор на Съвета, назначаван от министъра на правосъдието и надлежно упълномощен от президента на страната с одобрението на Сената да предоставя правна помощ на Съвета и да го представлява пред съдилищата в страната.
През 2011 г. закон No. 12.529 от 30 ноември 2011 оформя нова структура на CADE, която вече се състои от:
1. Административен трибунал за икономическа защита;
2. Главно суперинтендантство;
3. Департамент за икономически проучвания.[14]

### Административен трибунал за икономическа защита
Административният трибунал за икономическа защита е отсъждащият орган на CADE, в който е преобразуван Бордът, определен от закона, действал до 2011 г. Съставът на Административния трибунал продължава да се състои от председател и шестима членове, които от 2011 г. се наричат комисари. Те продължават да се назначават по същата процедура, установена от закона от 1994, но този от 2011 г. увеличава продължителността на мандата им до 4 години и забранява тяхното преназначаване.
Административният трибунал за икономическа защита има изключително широки правомощия. Той се произнася с окончателни решения по административните дела за нарушаване на икономическия ред и налага предвидените от закона административни наказания, като решенията му подлежат на незабавно изпълнение и не могат да бъдат обжалвани пред друг орган на изпълнителната власт, а могат да бъдат атакувани единствено пред федералните съдилища на страната в предвидените от закона срокове. Решенията, които трибуналът взема, са валидни само ако са взети с мнозинство от 4 гласа.

### Главно суперинтенданство
Главното суперинтендантство е орган на CADE, който се състои от един суперинтендант и двама заместник-суперинтенданти, назначавани от президента на Бразилия след одобрение от Федералния сенат. Срокът на длъжността им е две години, но могат да бъдат преназначаване за още един последователен мандат.
Главното суперинтендантство е разследващ орган на CADE. To осъществява постоянно наблюдение на икономическите дейности в страната с цел да се гарантира спазването на закона. Суперинтендантството осъществява постоянно наблюдение върху юридическите и физически лица, които притежават доминантно положение в определен пазарен сектор на стоки или услуги, за да се предотвратят нарушения на икономическия ред. При съмнение за наличие на такива нарушения Главното суперинтендантство извършва предварителна процедура за административно производство, която има за цел да разследва всеки конкретен случай. В зависимост от събраните доказателство Главното суперинтендантство решава дали да прекрати производството или да го отнесе до Административния трибунал, превръщайки го в административно дело, по което трибуналът да се произнесе по същество.

### Департамент за икономически проучвания
Департаментът за икономически проучвания осигурява техническата и научна обосновка на решенията на Съвета, като изготвя икономически проучвания и обосновани мнения, ex-officio или по молба на Административния трибунал, на председателя или на някого от комисариатите му, или на главния суперинтендант. Департаментът се оглавява от главен икономист, който се назначава съвместно от председателя на Административния трибунал и главния суперинтендант.

### Специализирана федерална прокуратура, свързана с CADE
Свързаната с CADE Специализирана федерална прокуратура е звено на Главната федерална прокуратура (дял на Главната адвокатура на Съюза). Специализираната федерална прокуратура към Съвета се състои от девет прокурори, включително и оглавяващия я началник-прокурор, назначаван от президента на страната след одобрение на Федералния сенат за срок от две години. Основните задачи на началник-прокурора към CADE и на неговите подчинени прокурори е да предоставят юридическо консултиране на Съвета и неговите органи, да му осигуряват процесуално представителство пред съдилищата на страната и да се грижат за юридическото прилагане на решенията на Административния трибунал на CADE.

## Цитирана литература
- Gaban, Eduardo Mola (2014). Brazilian Competition Policy in Global Context: Achievements and Challenges. – Antitrust & Competition review, Spring 2014. Mayer Brown,  34 – 37, https://www.mayerbrown.com/files/Publication/42fa1c45-a4b8-4f67-b1f6-f67fc3b0586b/Presentation/PublicationAttachment/29760183-6042-4b33-b358-fb47e026f480/AC_Review_Spring_2014.pdf, посетен на 6 март 2016
- Harris, H. Stephen (ed) (2001). Competition Laws Outside the United States, Vol. 1. American Bar Association (published 2001-01-1), http://books.google.bg/books?id=gxRF3AJtDCsC&pg=RA1-PA123&lpg=RA1-PA123&dq=Law+4137/62&source=bl&ots=JTw2dWx2yN&sig=i0OpsScaKBZOrDx9FDQA6EvVVzM&hl=bg&sa=X&ei=Tn_nU969KoX-4QTWvoHgDA&ved=0CCYQ6AEwAQ#v=onepage&q=Law%204137%2F62&f=false, посетен на 11 август 2014
- LAW Nº 8884 of June 11, 1994. – www.cade.gov.br. Conselho Administrativo de Defesa Econômica (CADE), архив на оригинала от 13 август 2014, https://web.archive.org/web/20140813221402/http://www.cade.gov.br/internacional/Law-8884-1994.pdf, посетен на 11 август 2014
- LAW Nº 12.529 OF NOVEMBER 30, 2011. – www.oabsp.org.br, http://www.oabsp.org.br/comissoes2010/regulacao-economica/legislacao/LAW%20No%2012529%202011%20-English%20version%20from%2018%2005%202012.pdf/download, посетен на 12 август 2014
- Machado, Eduardo Luiz (2012). Brazil's experience and lessons from regulatory overlap: banking and telecommunication cases. – www.cuts-ccier.org. CUTS Center for Competition, Investment & Economic Regulation, архив на оригинала от 13 август 2014, https://web.archive.org/web/20140813225133/http://www.cuts-ccier.org/IICA/pdf/Country_Paper_Brazil.pdf, посетен на 13 август 2014
- OECD (2005). Competition Law and Policy in Brazil: A Peer Review 2005. OECD Publishing (published 2005-05-6), http://www.oecd.org/daf/competition/35445196.pdf, посетен на 11 август 2014
- OECD (2006). Competition Law and Policy in Latin America Peer Reviews of Argentina, Brazil, Chile, Mexico and Peru. OECD Publishing (published 2006-10-20), ISBN 92-64-01514-0, http://books.google.bg/books?id=gBXWzPtsKxkC&pg=PA172&lpg=PA172&dq=Law+No.+9781&source=bl&ots=eZqvmZ4bR-&sig=ZoTSH_ZX5DF4Q_So2TR3FRkGRhk&hl=bg&sa=X&ei=PjXrU6CXOaOaygOZ14HYBg&ved=0CDcQ6AEwBA#v=onepage&q=Law%20No.%209781&f=false, посетен на 13 август 2014
- OECD (2010). Competition Law and Policy in Brazil: A Peer Review 2010. OECD Publishing (published 2010-05-14), http://www.oecd.org/daf/competition/45154362.pdf, посетен на 11 август 2014
- OECD (2012). Annual report on Competition policy developments in Brazil – 2011 (published 2012-05-21), DAF/COMP/AR(2012), http://www.oecd.org/officialdocuments/publicdisplaydocumentpdf/?cote=DAF/COMP/AR(2012)9&docLanguage=En, посетен на 13 август 2014
- OECD (2013a). Annual report on Competition policy developments in Brazil – 2012 (published 2013-05-21), http://www.oecd.org/officialdocuments/publicdisplaydocumentpdf/?cote=DAF/COMP/AR(2013)19&docLanguage=En, посетен на 13 август 2014
- OECD (2013b). Follow-up to the Nine Peer Reviews of Competition Law and Policy of Latin American Countries – 2012. OECD Publishing (published 2013-05-25), http://www.oecd.org/daf/competition/2012Follow-upNinePeer%20Review_en.pdf, посетен на 13 август 2014
- Pinto, Gustavo Mathias Alves (2007). Competition Law in Brazil. – Business Law Brief (Fall 2007). American University, Washington College of Law,  22 – 26, архив на оригинала от 25 юли 2014, https://web.archive.org/web/20140725112658/https://www.wcl.american.edu/blr/04/1pinto.pdf, посетен на 11 август 2014
- Procuradoria Federal Especializada junto ao Conselho Administrativo de Defesa Econômica (PFE/Cade). – www.cade.gov.br. Conselho Administrativo de Defesa Econômica, архив на оригинала от 9 юли 2014, http://www.cade.gov.br/Default.aspx?340717e232e73cc752ff58ed7a, посетен на 12 август 2014
- Swanson, Daniel G.; Arp, D. Jarrett (2005). Competion Laws Outside the United States, First Supplement. American Bar Association, http://books.google.bg/books?id=QblIqJUYgewC&pg=PP96&lpg=PP96&dq=Law+No.+9781&source=bl&ots=2ksB5-mx01&sig=ytEA0WYE_7XHvLdNXjSzP9FrVa4&hl=bg&sa=X&ei=Ry3rU5nDEKSfygO08oCoAw&ved=0CC4Q6AEwAg#v=onepage&q=Law%20No.%209781&f=false, посетен на 13 август 2014